# Gaziantep FK
Gaziantep Futbol Kulübü je turecký fotbalový klub z města Gaziantep, který působí v nejvyšší turecké lize Süper Lig. Klub byl založen v roce 1998 po zániku klubu Sankospor. Svoje domácí utkání hraje na Gaziantep Kalyon Stadyumu s kapacitou 35 574 diváků.